# داركو سباليفيتش
داركو سباليفيتش (السيريلية الصربية: Дарко Спалевић; ولد في 24 آذار / مارس 1977) هو لاعب كرة قدم صربي يلعب في مركز الهجوم.

## وصلات خارجية
- HLSZ الشخصي
- Sportbox الشخصي
- Futebol مونديال الشخصي[وصلة مكسورة]
- داركو سباليفيتش على موقع قاعدة بيانات كرة القدم.إي يو (الإنجليزية)
- داركو سباليفيتش على موقع Soccerway.com (الإنجليزية)
- داركو سباليفيتش على موقع عالم كرة القدم.نت (الإنجليزية)